# رمضان جان
رمضان جان (بالتركية: Ramazan Can)‏, (ولد: 20 أبريل 1970, في قِرِقْ قلعة, تركيا) سياسي تركي. ونائب حالي وسابق في البرلمان التركي لأكثر من دورة ممثلا عن حزب العدالة والتنمية.